# Parole et Silence
Parole et Silence est une maison d'édition suisse créée en 1997 par Marc et Sabine Larivé, située aux Plans-sur-Bex dans le canton de Vaud.

## Histoire
Les éditions Parole et Silence publient des textes unissant spiritualité et formation chrétienne avec une place importante accordée au dialogue judéo-chrétien. C'est aussi l'éditeur des écrits de Benoît XVI en partenariat avec la Libreria editrice vaticana.
En 2006, Parole et Silence rachète Desclée de Brouwer (DDB) au groupe Le Monde. En février 2008, il reprend Lethielleux et Le Sénevé (deux maisons d'édition religieuse qui appartenaient jusqu'alors au groupe Libella), en 2009, par l'intermédiaire de DDB, les éditions du Rocher puis, en 2011, les éditions François-Xavier de Guibert.
En 2012, DDB et Le Rocher sont placées en redressement judiciaire dont elles sortent au printemps 2014. Après avoir cédé leurs participations dans ces sociétés, Marc et Sabine Larivé rachètent en juin 2014 les éditions Balland.